# Parafia św. Józefa Oblubieńca Najświętszej Maryi Panny w Skrzyszowie
Parafia św. Józefa Oblubieńca Najświętszej Maryi Panny w Skrzyszowie – parafia rzymskokatolicka, znajdująca się w diecezji tarnowskiej, w dekanacie Pustków-Osiedle.
Parafia została erygowana 6 czerwca 1984 roku przez ks. bpa Jerzego Ablewicza.